# Casimir Lewy
Pour les articles homonymes, voir Casimir.
Casimir Lewy (Kazimierz Lewy, né le 26 février 1919 à Varsovie de Ludwik Lewy & Izabela Lewy, née Rybier, mort le 8 février 1991) est un philosophe britannique d’origine polonaise. Il est connu pour ses contributions dans le champ de la philosophie morale et pour son travail pédagogique à Cambridge et à Liverpool.

## Éléments biographiques
Son père, docteur de médecine, est mort quand Casimir est enfant, il vit alors seulement avec sa mère et la famille de cette dernière. Son intérêt pour la philosophie nait quand, à l’âge de 15 ans, il lit un article consacré à la philosophie de Tadeusz Kotarbiński, dont il achète les Elementy, et influencé par la lecture de cet ouvrage, il poursuit ensuite les cours à l’Université de Varsovie.
Il quitte la Pologne en 1936 afin de se rendre au Royaume-Uni pour y apprendre l’anglais. Pour rendre ce séjour plus intéressant, il s’inscrit en philosophie à l’Université de Cambridge, et finalement décide d’y rester jusqu’à l’obtention du diplôme B.A. en 1939. La situation en Pologne rend son retour impossible, il s’engage alors dans la préparation d’une thèse de doctorat sous la direction de G. E. Moore. Il devient docteur en 1943, avec une dissertation intitulée Some Philosophical Considerations about the Survival of Death. Il suit également les cours de Ludwig Wittgenstein dans les années 1938-1945. Il aide Moore en tant qu’assistant de rédaction dans la revue Mind, et il participe dans des réunions du Moral Sciences Club. Il enseigne à la Faculté des Sciences Morales à Cambridge dans les années 1943-45.
Il épouse Eleanor Ford en 1945, et, cette même année, est employé par l’Université de Liverpool, où il travaille jusqu’en 1952, quand il revient à Cambridge pour enseigner les sciences morales, et devenir, en 1955, Sidgwick Lecturer, et être élu, en 1959, membre du Trinity College. Il devient Reader en philosophie en 1972. Il enseigne également à des universités d’Illinois, de Texas à Austin, et de Yale.

## Publications

### Auteur principal
- G.E. Moore on the naturalistic fallacy, British Academy. Dawes Hicks lecture on philosophy, 1965.
- Meaning and modality, Cambridge ; New York : Cambridge University Press, 1976.

### Éditeur
- Ethics, C.D. Broad, 1985.
- Kant : an introduction, C.D. Broad, 1978.
- Leibniz : an introduction, C.D. Broad, 1975.

## Sources
- (en) Ian Hacking (éd.), Exercises in analysis : essays by students of Casimir Lewy, Cambridge Cambridgeshire New York, Cambridge University Press, 1985, 204 p. (ISBN 978-0-521-25684-1, lire en ligne).